# Hobby-Wohnwagenwerk
La Hobby-Wohnwagenwerk, Ing. Harald Striewski GmbH è una società tedesca di veicoli per campeggio. È uno dei maggiori costruttori in Europa e nel mondo di roulotte. Ha sede a Fockbek e produce circa 12.000 roulotte e circa 2.000 camper all'anno. Dal 1998 la Fendt Caravan GmbH di Mertingen appartiene a Hobby. Vengon costruite da 80 a 100 roulotte al giorno delle quali il 46% per l'export.

## Storia
Harald Striewski, fondatore della Hobby-Wohnwagen-Werke, costruisce nel 1965 la prima roulotte dell'azienda, all'epoca del costo di 3.000 DM. Essendo egli stesso un campeggiatore, capisce di non trovare sul mercato qualcosa che lo soddisfacesse. La Hobby Wohnwagenwerk viene fondata nel 1967. Nel 1969 venivano costruite una roulotte al giorno.

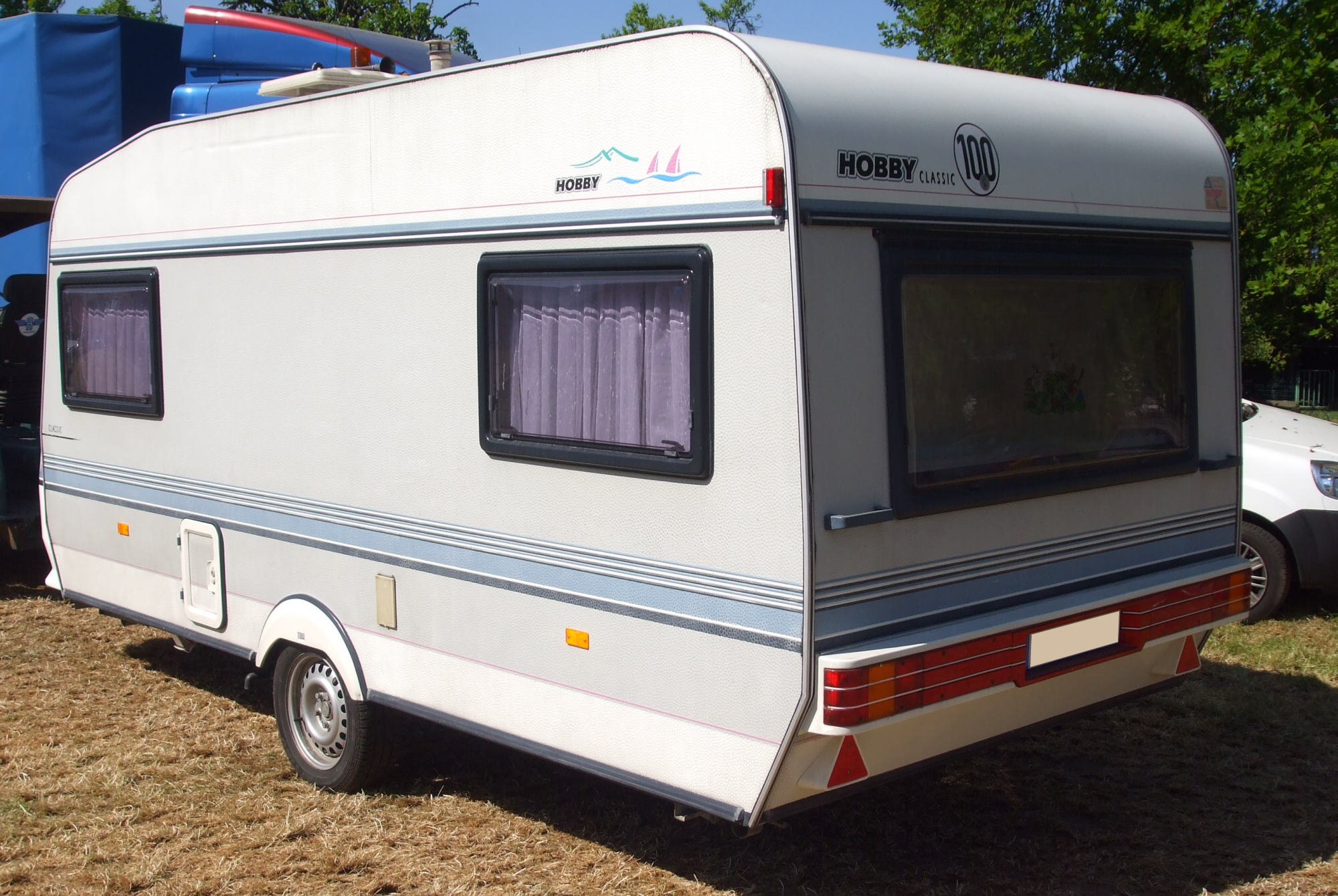
Classic
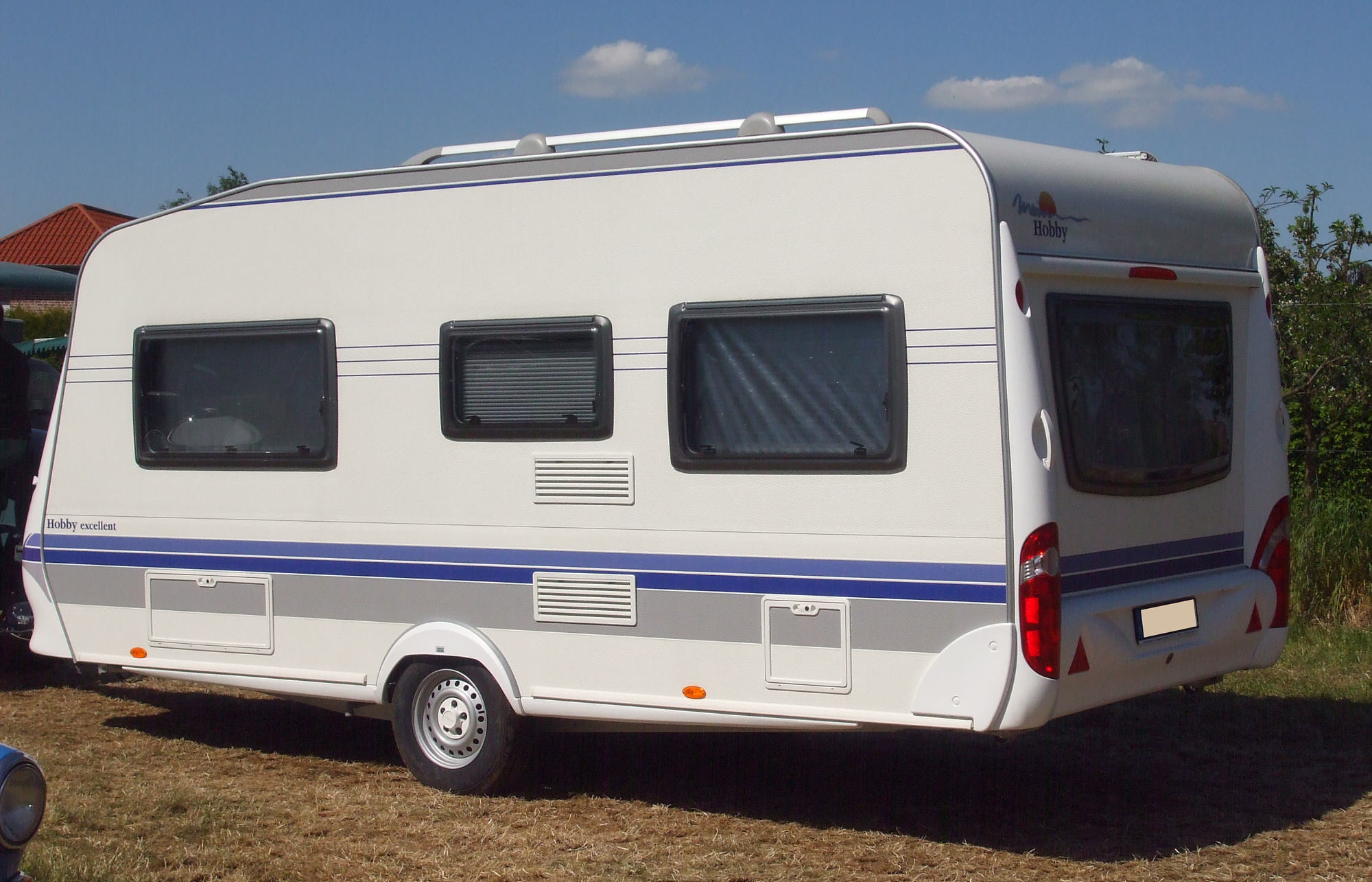
Excellent
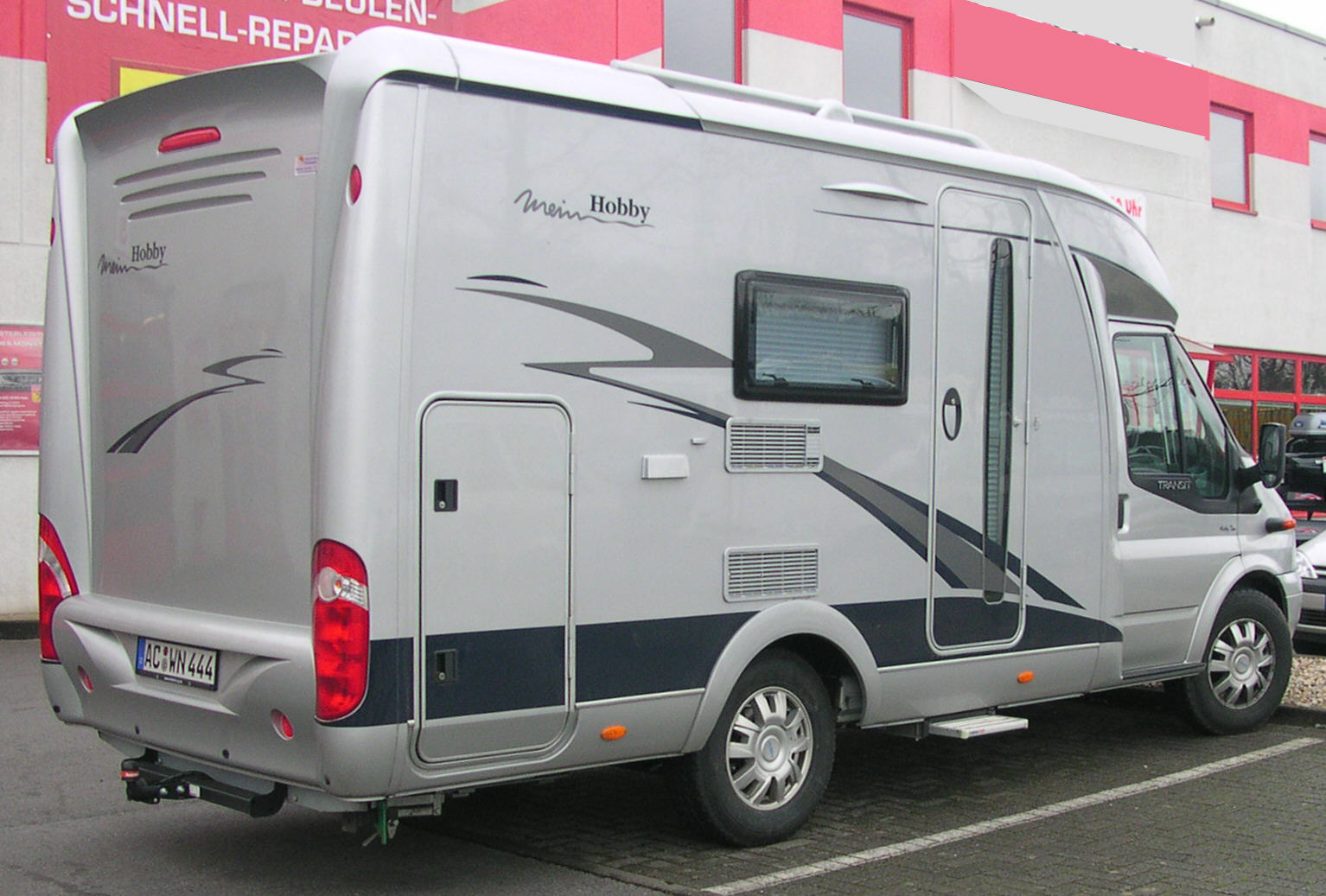
Hobby Van T500
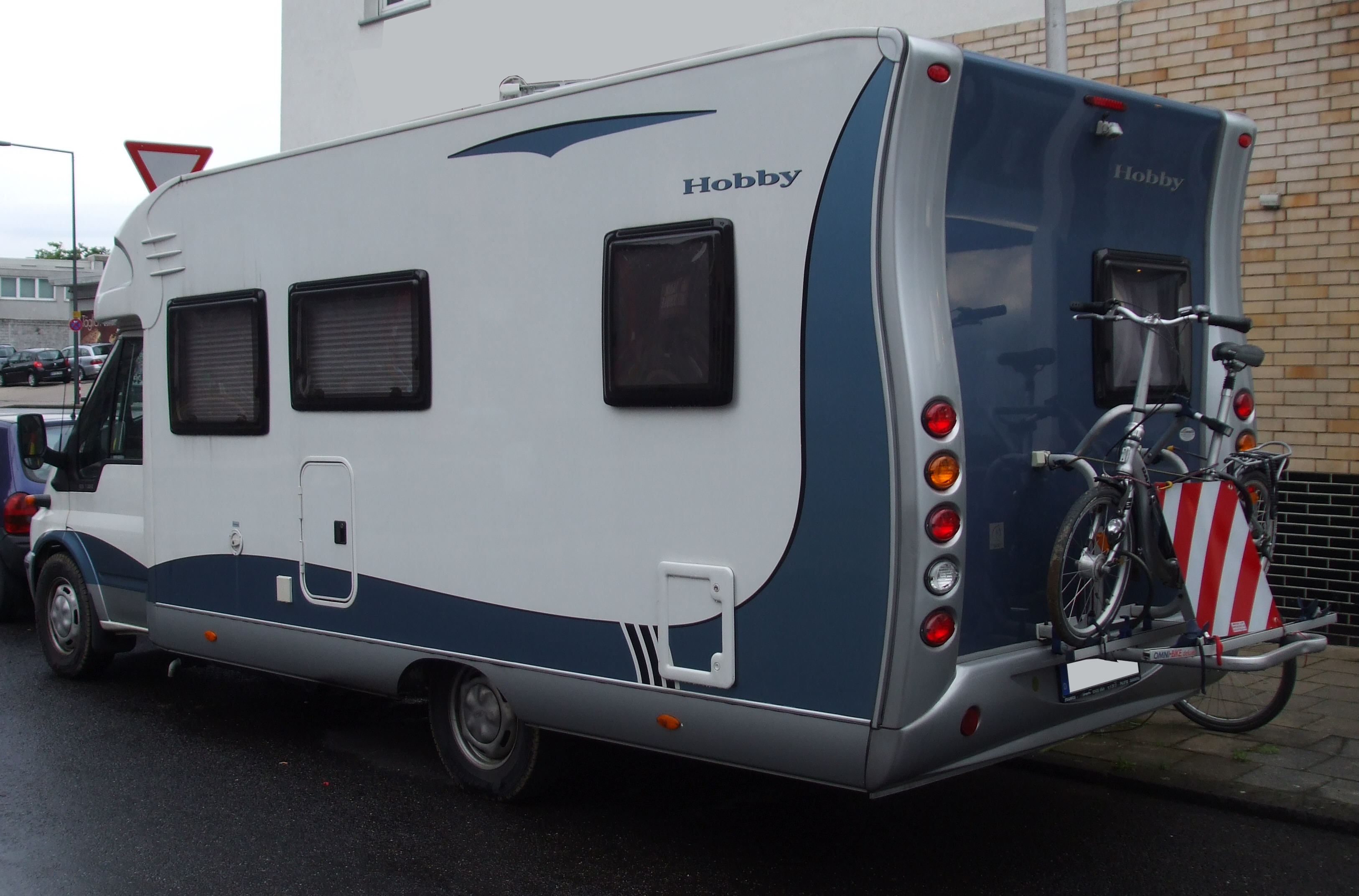
Hobby Ford Transit